# Marienkirche (Offenbach am Main)

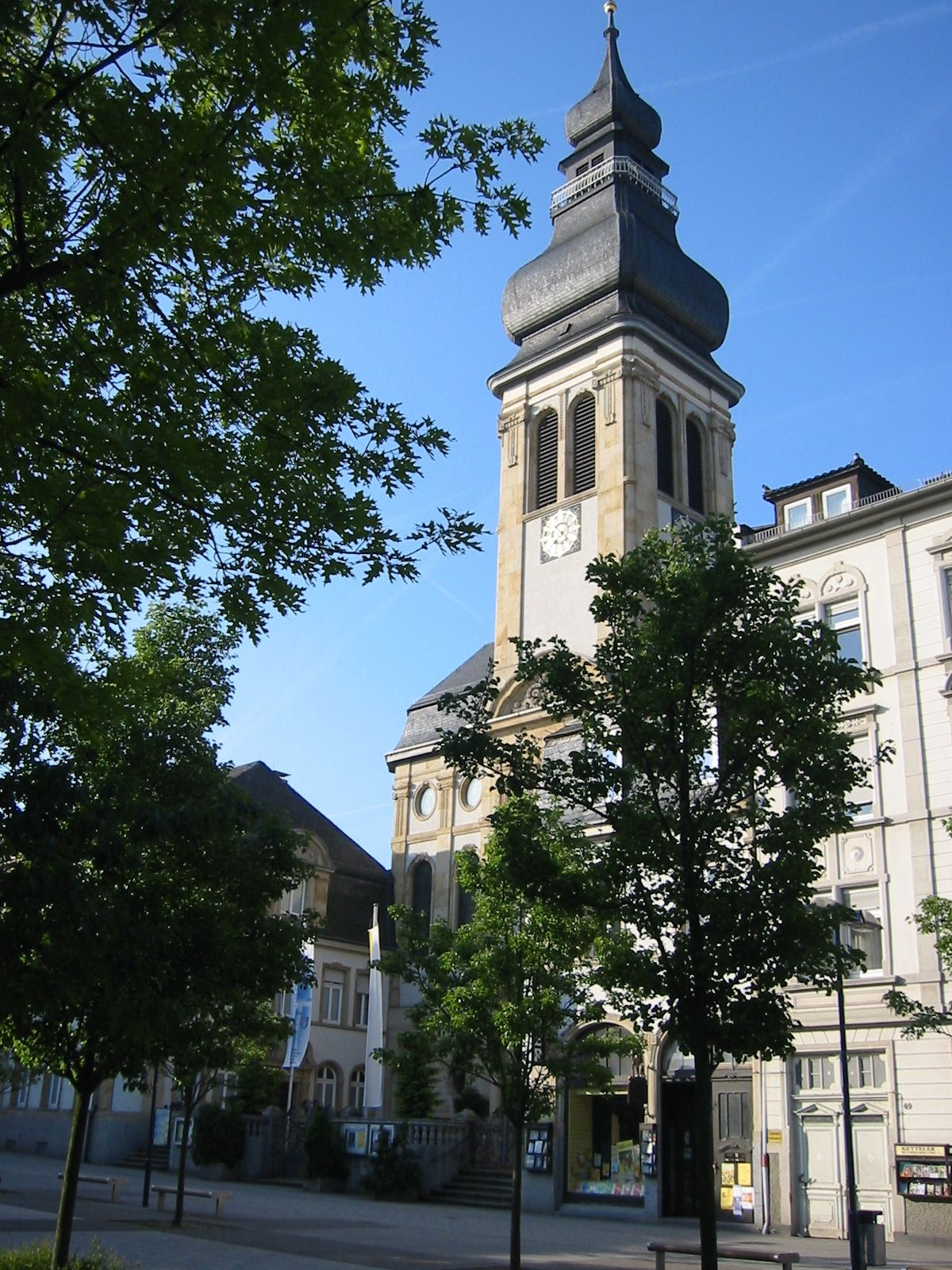
Marienkirche vom Mathildenplatz aus gesehen

Die katholische Marienkirche (auch St. Marien, eigentlich Unsere liebe Frau vom heiligen Rosenkranz) in Offenbach am Main ist eine zentral in der Stadt gelegene neobarocke Kirche, die in den Jahren 1911 bis 1913 erbaut wurde. Sie ist Heimat der katholischen Pfarrgemeinde St. Marien Offenbach. Diese gehört zur Pfarrei St. Franziskus Offenbach und damit zum Bistum Mainz. Ebenso nutzt die Italienisch sprechende Katholische Gemeinde Offenbach die Kirche.
Die Marienkirche beherbergt eine der wenigen erhaltenen historischen Orgeln der Werkstatt Klais. Zudem verfügt sie über das tontiefste und schwerste Geläut des Bistums Mainz.
Im Voraltar der Kirche werden Reliquien der Heiligen Maria Giuseppa Rossello verwahrt.
Das Gebäude, dessen Entwurf von dem Architekten und Dombaumeister Ludwig Becker stammt, ist Kulturdenkmal nach dem Hessischen Denkmalschutzgesetz.

## Lage und Gemeinden
Die Katholische St. Mariengemeinde Offenbach am Main ist eine der elf Gemeinden innerhalb der Pfarrei St. Franziskus Offenbach. Deren Gemeindegebiet umfasst den Bereich zwischen der Wilhelmstraße und dem Großen Biergrund im Westen und der Unteren Grenzstraße im Osten, der Mühlheimer Straße im Norden und dem Anlagenring im Süden. 3860 Katholiken lebten bei der letzten Erhebung im Gemeindegebiet.
Ebenso nutzt die Italienisch sprechende Katholische Gemeinde Offenbach regelmäßig die Kirche. Sie ist zuständig für das Gebiet der Dekanate Offenbach, Rodgau und Seligenstadt. Ihr Einzugsbereich umfasst damit rund 9000 Italiener, davon allein etwa 5000 in Offenbach (Stand 2009).
Die Kirche liegt inmitten des Gemeindegebiets an der Bieberer Straße im Stadtteil Mathildenviertel von Offenbach am Main am Fuße des Mathildenplatz.

## Geschichte

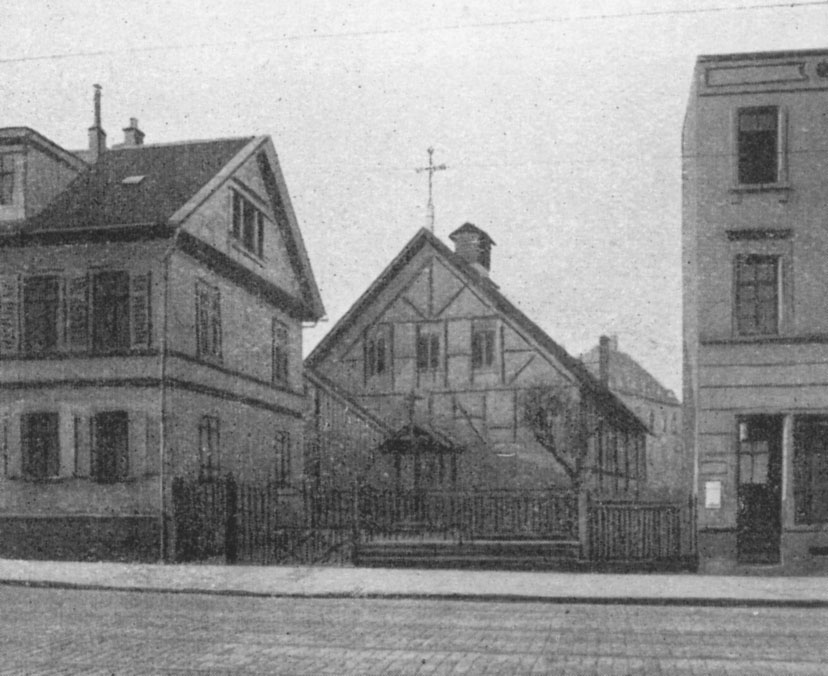
Notkirche St. Marien am Ort der heutigen Marienkirche (1896)

Seit der ersten Hälfte des 19. Jahrhunderts nahm die Offenbacher Bevölkerung infolge der Industrialisierung rasch zu und damit auch die Anzahl der katholischen Einwohner in der bis dahin vom reformierten Bekenntnis geprägten Stadt. Daher wurde St. Marien als zweite katholische Gemeinde nach der 1826 begründeten St.-Paul-Gemeinde gegründet. Unterstützt wurde die Neugründung vom Kirchenvorstand, Landtagsabgeordneten und Mitglied des Reichstages Otto von Brentano.
Bereits 1894 wurde der Bauplatz an der heutigen Stelle erworben und dort 1896 eine Notkirche errichtet. Für den Neubau der Marienkirche wurde 1908 ein Architektenwettbewerb zwischen vier Kirchenarchitekten veranstaltet, den der Mainzer Dombaumeister Ludwig Becker mit einem Kirchenentwurf im neobarocken Stil gewann. Um Platz für den Neubau zu schaffen, musste 1911 zunächst eine neue Behelfskirche an der Krafftstraße eingerichtet und die bisherige Notkirche abgerissen werden.
Die Grundsteinlegung für den Neubau fand am 3. September 1911 statt, die Fertigstellung erfolgte 1913. Die Weihe der Marienkirche nahm am 11. August 1913 der Bischof Georg Heinrich Maria Kirstein vor.

## Gebäude

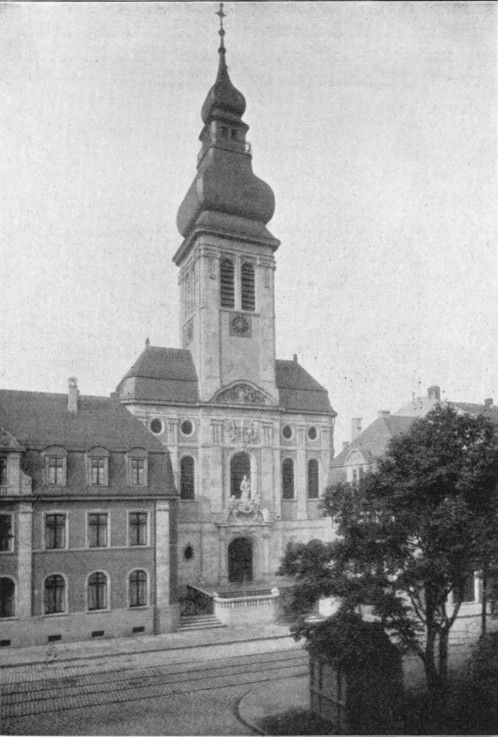
Marienkirche kurz nach der Fertigstellung 1913

Die Marienkirche erhebt sich einige Meter zurückversetzt von der Bieberer Straße. Dadurch entsteht ein Vorhof (der sogenannte Paradieshof) mit Balustrade, der von einem Pfarr- und Küsterhaus flankiert wird. Der Komplex bildet ein neobarockes Ensemble mit neoklassizistischen Gliederungselementen und Details im Jugendstil. Die bildhauerischen Arbeiten stammen von Hans Steinlein.

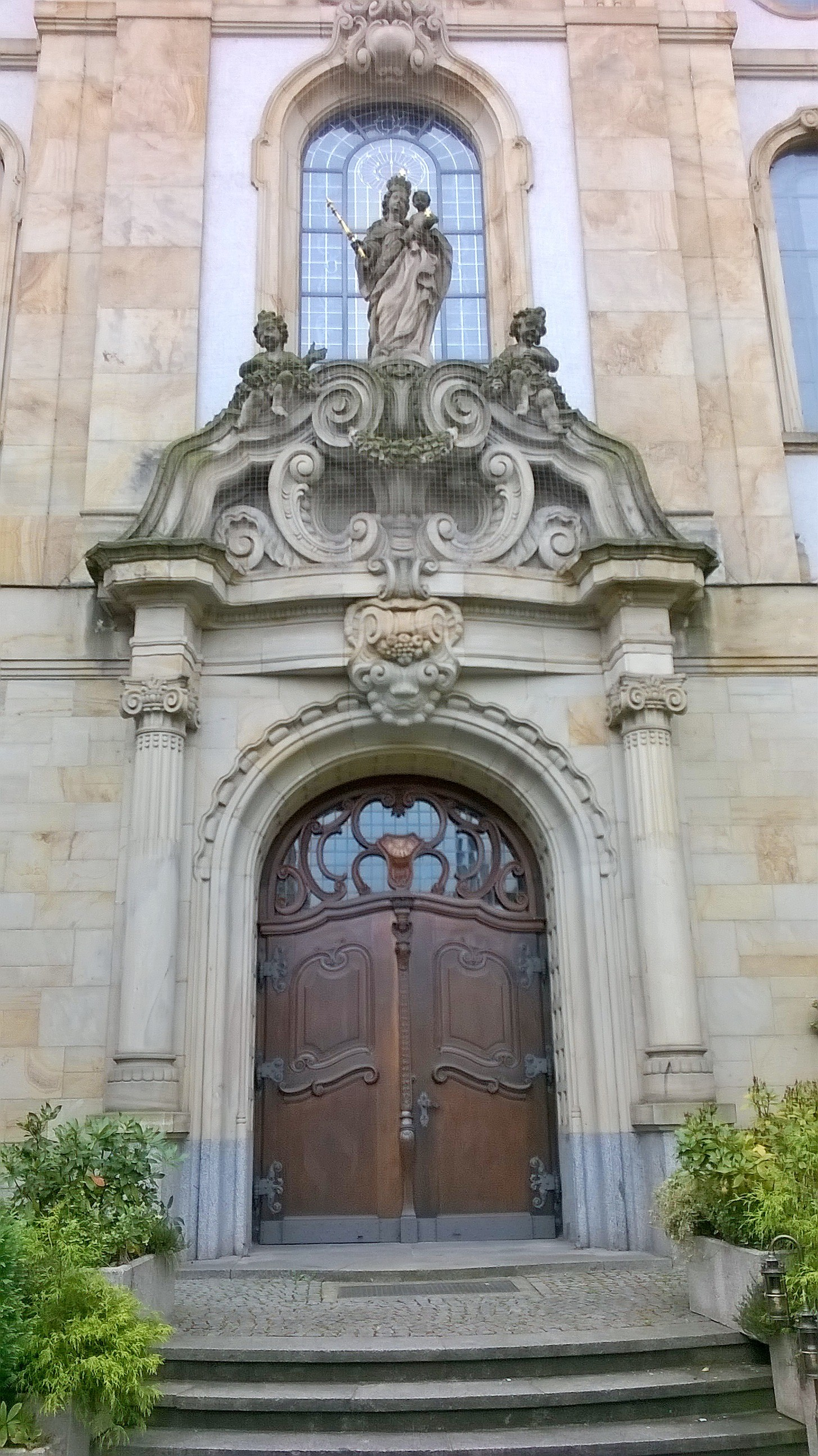
Portal

Die Kirche ist als Basilika mit Querschiff und halbrundem, geschlossenem Chor angelegt. Die Fassade ist mit einem leicht vorspringendem Mittelrisalit und einem reich gestalteten Portal akzentuiert. Blickfang über dem Portal ist die Sandsteinplastik „Unsere liebe Frau vom hI. Rosenkranz“ – dies ist zugleich der offizielle Name des Gotteshauses.
Über dem Portal thront ein mächtiger Mittelturm mit geschweifter Haube, der für die Stadt Offenbach Wahrzeichencharakter besitzt. Der Kirchturm ist 60 m hoch und besteht aus massivem Backsteinmauerwerk mit einer vorgesetzten Sandsteinfassade. Unterbrochen wird die Doppelzwiebel durch einen Rundgang in etwa 48 m Höhe. Geschmückt mit Kreuz und Wetterhahn, ist der Turm weithin sichtbar.
Die Turmuhr mit drei vergoldeten schmiedeeisernen Zifferblättern gehört der Stadt Offenbach. Die Stundenschlagmelodie bringt bekannte Kirchenlieder zu Gehör und verändert die Melodienfolge mit dem Kirchenjahr.
Die Gebäude haben verputzte Fassaden mit Werksteingliederungen und sind mit Mansarddächern versehen. Die Betonung der Vertikalen wird durch eine kolossale Pilastergliederung erreicht. Die Kirche hat bei kreuzförmigem Grundriss eine Länge von 44 m und eine Breite von 18,40 m. Das Querhaus hat 23 m Breite und eine Tiefe von 9 m. Die Kirche bietet Platz für 1400 Besucher, nach anderen Angaben lediglich für 600 Personen bei 400 Sitz- und 200 Stehplätzen.
Nach strukturellen Schäden durch den Bau der S-Bahn wurde die Kirche im Zeitraum von 1999 bis 2001 komplett saniert. Neben der Instandsetzung der Außenfassade umfassten die Arbeiten eine Sanierung der Sandsteinflächen und der Wände. Die Fenster wurden mit einer Schutzverglasung versehen, die gegen Witterungseinflüsse wirkt. Im Turm über dem Hauptportal wurde ein nach dem Zweiten Weltkrieg vermauertes Fenster wieder freigelegt, um die Fassade an der Bieberer Straße in ihren Originalzustand zurückzuführen. Neben der Sanierung des Gebäudes wurde ein zusätzlicher Gottesdienstraum, die Krypta, unterhalb der vorhandenen Kirche errichtet.
Die Kirche sowie das Pfarr- und Küsterhaus stehen auf der Liste der Kulturdenkmäler in Offenbach am Main.
Etwa zeitgleich mit dem Bau der Marienkirche hat Ludwig Becker die Laurentiuskirche in Hülzweiler entworfen, die Parallelen hinsichtlich der Turmstellung, der Turmhaube und des Inneren aufweist.

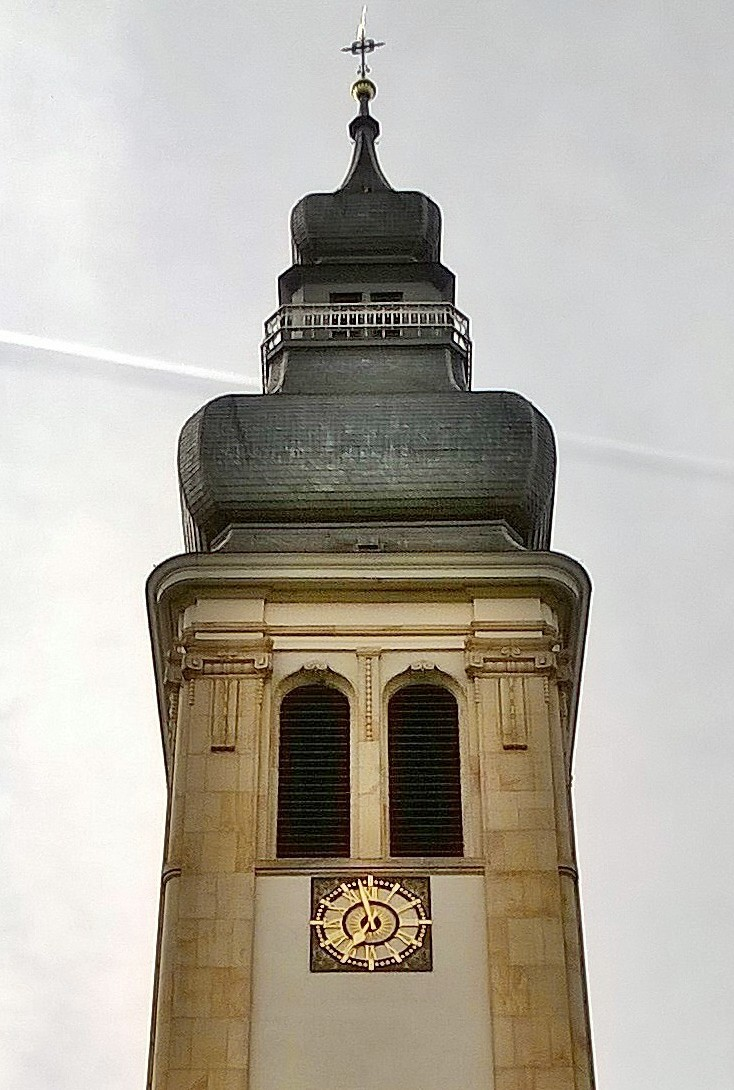
Turm und Uhr der Marienkirche
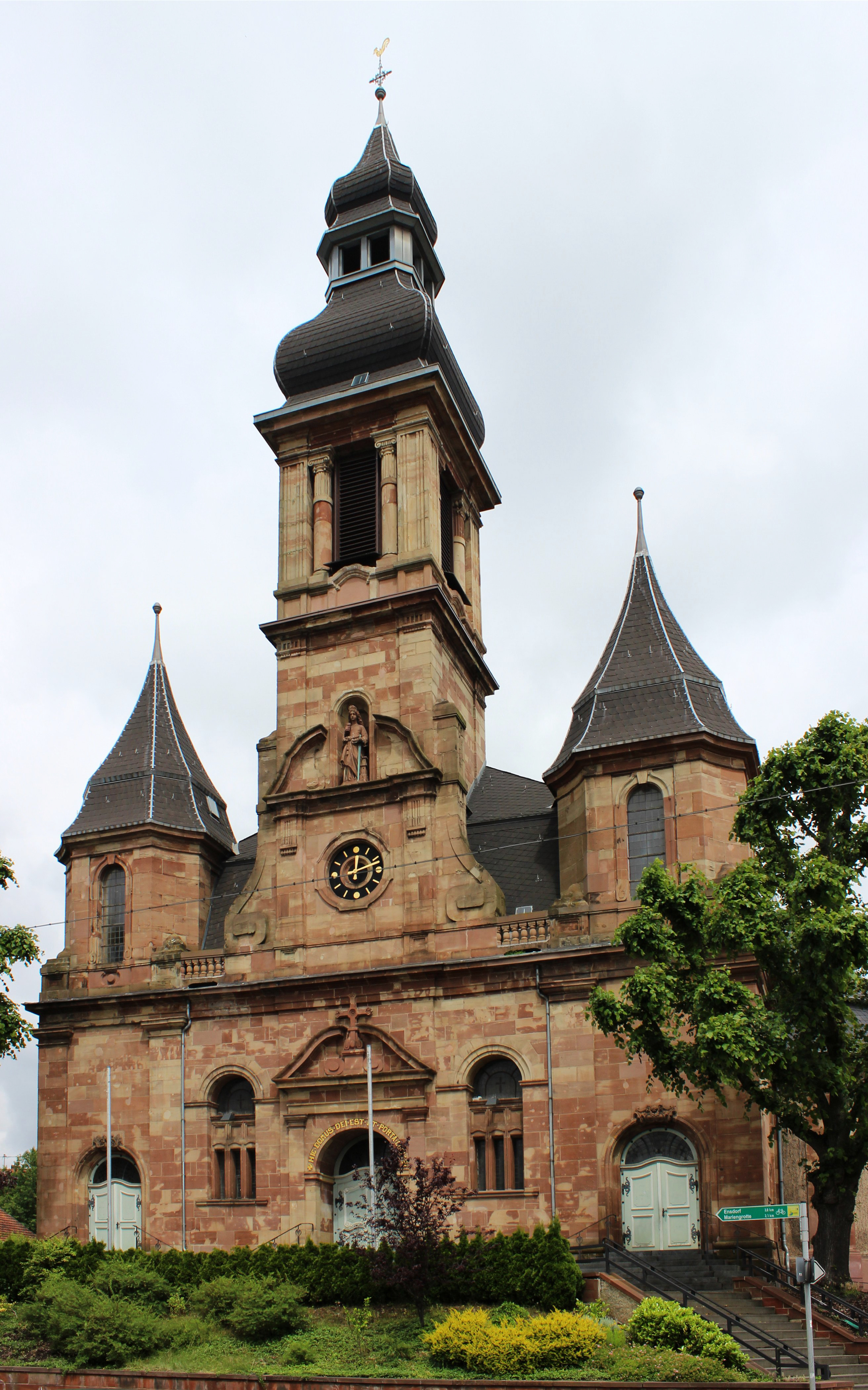
Laurentiuskirche in Hülzweiler, erbaut 1908–1909

## Einrichtung

### Innenraum

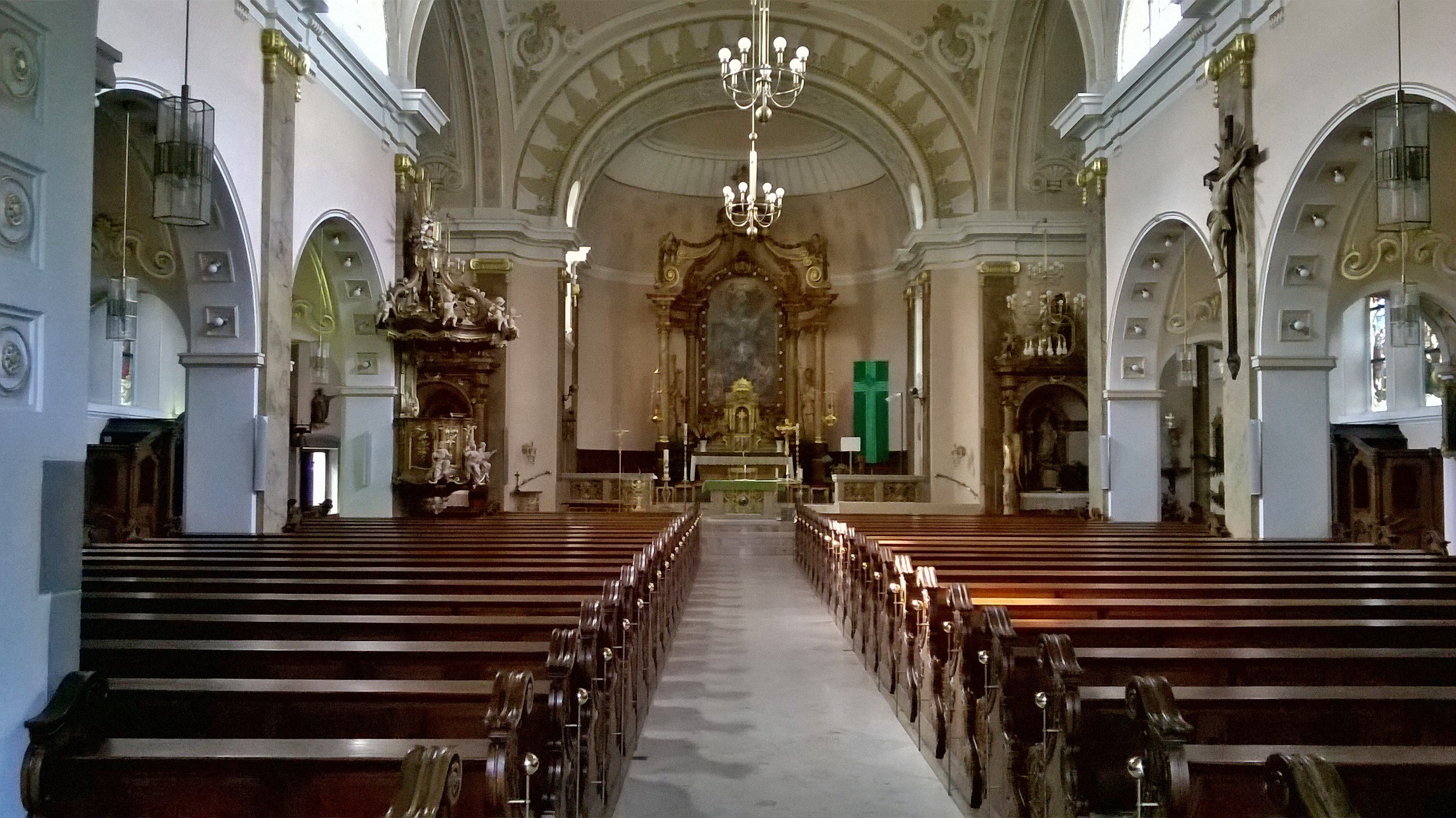
Innenraum mit Blick zum Altar

Den Chor der Kirche St. Marien beherrscht der Hochaltar (wie der Herz-Jesu-Seitenaltar und der Marien-Seitenaltar gefertigt von der Kunstwerkstätte Gebrüder Moroder, ebenso wie der Blindrahmen für das von dem Kunstmaler Fritz Muth stammende Altarblatt) aus dem Jahr 1913. Bei diesem handelt es sich um einen typisch barocken Baldachinaltar. Die Rückwand des Altars ziert ein Gemälde nach einem Motiv von Diego Velázquez. Es zeigt im oberen Teil die Krönung der Maria als Königin des heiligen Rosenkranzes und im unteren Teil die Bedeutung dieses volkstümlichen Gebets hervorhebt. Der Blick in die Ferne zeigt die Silhouette der Marienkirche im Zentrum des Bildes, die vom himmlischen Licht beschienen vor Ort das Glaubensgeschehen konkretisiert.
Die Großplastiken des Ambrosius von Mailand und Papst Leo der Große umringen den Hochaltar. Rechts und links davon zieren der Marien- und der Herz-Jesu-Altar als Seitenaltäre die südliche Wand des Querschiffs.

### Orgel

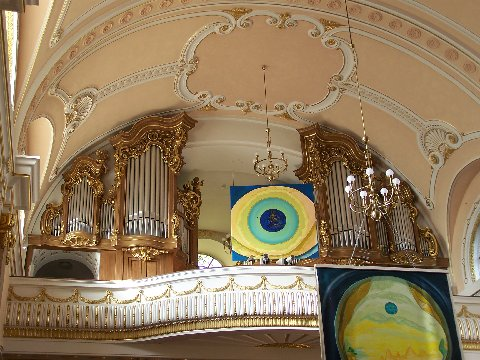
Innenraum mit Blick zur Orgel

Die historische Orgel auf der Empore über den Eingangsportalen mit 30 Registern auf zwei Manualen und Pedal wurde 1914 von der Orgelbauanstalt Klais als romantisches Werk in pneumatischer Konzeption mit rund 1750 Pfeifen erbaut. Das Orgelgehäuse schuf die Werkstätte der Gebrüder Moroder. Die Orgel wird in der Werkliste von Klais als Opus 528 geführt.
1973 wurde die pneumatische durch eine elektropneumatische Traktur ersetzt und ein neuer freistehender Spieltisch hinzugefügt. Die Orgel wurde im Zuge der Kirchensanierung in der Zeit von 1999 bis 2001 generalüberholt.
Aufgrund ihrer stilistischen Geschlossenheit, ihrer Charakteristik und ihres Erhaltungsgrades kommt der Klais-Orgel in der Marienkirche eine herausragende Bedeutung zu, da im Bistum Mainz, wie auch im übrigen Rhein-Main-Gebiet, als Folge von Kriegszerstörungen sowie durch Abriss- und Umbaumaßnahmen in der Nachkriegszeit kaum noch Instrumente dieser Art erhalten sind. Die Orgel gehört zu den sechs übriggebliebenen Instrumenten der Firma Klais aus jener Zeit.
| I Hauptwerk C–g3 |                |        |
| 01.              | Bordun         | 16'    |
| 02.              | Principal      | 08'    |
| 03.              | Fugara         | 08'    |
| 04.              | Flauto Amabile | 08'    |
| 05.              | Doppelgedackt  | 08'    |
| 06.              | Dulciana       | 08'    |
| 07.              | Octave         | 04'    |
| 08.              | Quinte         | 02 ⁄3' |
| 09.              | Superoctave    | 02'    |
| 10.              | Mixtur II-III  |        |
| 11.              | Trompete       | 08'    |

| II Schwellwerk C–g3 |                       |        |
| 12.                 | Flötenprincipal       | 8'     |
| 13.                 | Bordunalflöte         | 8'     |
| 14.                 | Sologamba             | 8'     |
| 15.                 | Aeoline               | 8'     |
| 16.                 | Vox coelestis         | 8'     |
| 17.                 | Quintatön             | 8'     |
| 18.                 | Flauto Traverso       | 4'     |
| 19.                 | Violine               | 4'     |
| 20.                 | Quintflöte            | 2 ⁄3'  |
| 21.                 | Flautino              | 2'     |
| 22.                 | Terzflöte             | 1 3⁄5' |
| 23.                 | Harmonia Aetherea III | 2 ⁄3'  |
| 24.                 | Horn                  | 8'     |

| Pedalwerk C–f1 |            |     |
| 25.            | Violonbass | 16' |
| 26.            | Subbass    | 16' |
| 27.            | Zartbass   | 16' |
| 28.            | Principal  | 08' |
| 29.            | Salicet    | 08' |
| 30.            | Posaune    | 16' |

- Koppeln: II/I (auch als Sub- und Superoktavkoppeln), I/P, II/P (auch als Superoktavkoppel)

### Geläut

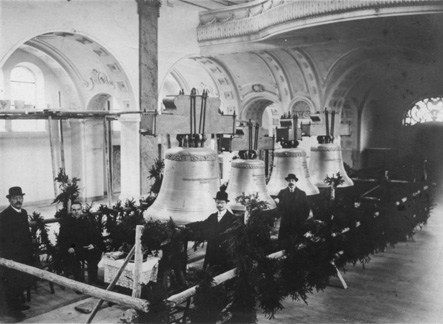
Glocken von 1913 vor der Weihe in der noch leeren Marienkirche

Der Glockenturm beherbergt ein Geläute von zehn Glocken. Das ursprünglich vierstimmige historische Geläute nebst Wandlungsglocke aus dem Jahre 1913 wurde von der Glockengießerei Andreas Hamm gefertigt. Im Ersten Weltkrieg wurde die Wandlungsglocke eingeschmolzen und blieb lange Zeit unersetzt. Im Zweiten Weltkrieg wurden die drei großen Glocken ebenfalls zu Kriegszwecken beschlagnahmt, aber nicht mehr eingeschmolzen und unversehrt zurückgegeben. Die Tonfolge der Hamm-Glocken ist cis', dis', e' und fis'.
1998 fertigte die Eifeler Glockengießerei die beiden neuen Bassglocken mit der Tonfolge gis° und h°. Zu diesem Zeitpunkt war die große Annuntiata die schwerste Glocke, die die Gießerei je verlassen hatte.
Durch den Bau der S-Bahn-Trasse, die unterirdisch die Bieberer Straße entlangführt, wurden erhebliche Gebäudeschäden an der Marienkirche verursacht. Unter anderem musste deswegen auch die Glockenanlage erneuert werden. Ein neuer Ringbalken wurde in die Glockenstube eingebaut, auf dem der neue Eichenholzglockenstuhl für ein erweiterbares Geläute ruht.
Im Sommer 2005 wurde das Geläute um zwei weitere Glocken erweitert. Auch diese stammen von der Eifeler Glockengießerei. Die Evangeliumsglocke läutet in gis' und die Wandlungsglocke in h'. Sie stehen im Oktavabstand zu den beiden Bassglocken und verleihen dem Glockenensemble Kathedralcharakter.
Die letzte Erweiterung fand im Herbst 2020 statt. Die Glockengießerei Christof und Hermann Schmitt aus Brockscheid fertigte die Glocken. Die kleinere davon wurde in Offenbach gegossen. Mit 495 und 345 Kilogramm runden sie das bestehenden Geläute nach unten ab. An Tönen bringen sie cis2 +6 und dis2 +6 mit ein. Die neuen Glocken wurden am ersten Advent von Weihbischof Udo Markus Bentz in der Kirche geweiht und einige Tage danach in den Turm gehoben, passend zum traditionellen weihnachtlichen Glockenkonzert.
Die Glocken des jetzigen Geläuts haben, mit der größten beginnend, folgende Bezeichnungen, Tonhöhen und Gewichte:
| Nr. | Name                       | Gussjahr | Gießer                                                   | Gewicht (kg) | Nominal (HT-1⁄16) | Weitere Bezeichnungen, Funktion |
| 1   | Annuntiata                 | 1998     | H. A. Mark, Eifeler Glockengießerei, Brockscheid         | 6010         | gis0 −3           | Hl.-Geist-Glocke                |
| 2   | Memoria                    | 1998     | H. A. Mark, Eifeler Glockengießerei, Brockscheid         | 2988         | h0 +1             | Josefs- und Totenglocke         |
| 3   | Maria-Pia                  | 1913     | Karl Hamm, Frankenthal                                   | 2340         | cis1 +1           |                                 |
| 4   | Maria-Regina               | 1913     | Karl Hamm, Frankenthal                                   | 1720         | dis1 +7           |                                 |
| 5   | Maria-Speciosa             | 1913     | Karl Hamm, Frankenthal                                   | 1480         | e1 +9             |                                 |
| 6   | Maria-Inviolata            | 1913     | Karl Hamm, Frankenthal                                   | 1000         | fis1 +4           |                                 |
| 7   | Hl. Maria Giuseppa Rosselo | 2005     | Cornelia Mark-Maas, Eifeler Glockengießerei, Brockscheid | 947          | gis1 ±0           | Evangeliumsglocke               |
| 8   | Hl. Anna                   | 2005     | Cornelia Mark-Maas, Eifeler Glockengießerei, Brockscheid | 555          | h1 +6             | Wandlungsglocke                 |
| 9   | Hl. Gertrud v. Helfta      | 2020     | Christof und Hermann Schmitt, Brockscheid                | 495          | cis2 +6           |                                 |
| 10  | Hl. Walter v. Pontoise     | 2020     | Christof und Hermann Schmitt, Brockscheid                | 345          | dis2 +6           |                                 |

Das Gesamtgeläute hat ein Gewicht von 17.880 kg. Damit ist vom Turm der Marienkirche das tontiefste und schwerste Geläute des Bistums Mainz zu hören.

### Krypta
Mit der Kirchensanierung im Jahr 2000 wurde eine Krypta errichtet, die den Namen der heiligen Ordensgründerin Maria Giuseppa Rossello trägt. Ihre Reliquien sind im Voraltar der Marienkirche beigesetzt. Wichtigstes Element der Krypta ist der Altar, um den sich 30 Gläubige im Halbkreis versammeln können.
Das Patronat der neuen Krypta wurde von der Pfarrgemeinde St. Marien gemeinsam mit der Italienischen Katholischen Gemeinde gewählt, um ein Zeichen der Verbundenheit im gemeinsamen Glauben zwischen beiden Gemeinden zu setzen. Da Offenbach sozialer Brennpunkt ist und hier italienische Ordensschwestern der Gemeinschaft Töchter unserer Lieben Frau der Barmherzigkeit aus Savona Dienst tun, fiel die Wahl auf deren Ordensgründerin.
Die Krypta wurde 2001 von Kardinal Karl Lehmann geweiht.

## Pfarrer
Die kirchliche Arbeit der Pfarrgemeinde St. Marien ist durch eine große Kontinuität bei der seelsorgerischen Tätigkeit geprägt. Dies schlägt sich in der langen Verweildauer der Gemeindepfarrer nieder. Im Einzelnen war die Pfarrstelle wie folgt besetzt:
- 1908–1938: Bernhard Grein
- 1938–1966: Nicolaus Schumacher
- 1966–1988: Alois Kreft
- 1988–1991: Richard Hartmann
- 1991–2024: Hans Blamm[26]

Die Italienisch sprechende Katholische Gemeinde Offenbach wird seit etwa 1976 von Pfarrer Don Paolo Manfredi betreut.

## Sonstiges

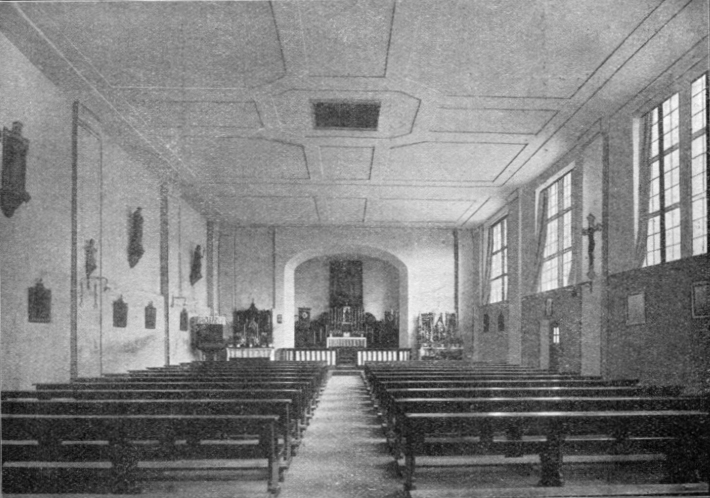
Innenraum der zweiten Notkirche, heutiger Mariensaal (etwa 1912)

- Die zweite Notkirche, welche als Ersatzbau für die ehemals am heutigen Kirchenplatz stehende Notkirche errichtet wurde, wird nun als Gemeinderaum genutzt und trägt den Namen Mariensaal.[27]
- Die Pfarrgemeinde St. Marien unterhält seit etwa 1905 einen Gemeindekindergarten. Dieser verfügt über zwei Gruppen mit jeweils 23 Kindern, die von sieben pädagogischen Mitarbeiterinnen und einer Wirtschaftskraft betreut werden (Stand 2014).[28]
- In der Kirche finden regelmäßige Orgel-Konzertreihen statt.[29][30][31]